# Genaro Sermeño
Genaro Sermeño (28. listopadu 1948, El Congo – 23. prosince 2022, Santa Ana) byl salvadorský fotbalista, záložník.

## Fotbalová kariéra
V salvadorské lize hrál  v letech 1967–1976 za tým CD FAS. Byl členem salvadorské reprezentace na Mistrovství světa ve fotbale 1970, nastoupil ve 2 utkáních. 